# 府中市の歌
「府中市の歌」（ふちゅうしのうた）は、日本の東京都府中市が制定した市歌である。作詞・村野四郎、作曲・平井康三郎。

## 解説
1969年（昭和44年）の市制15周年記念事業として、市民憲章および市木（ケヤキ）・市花（ウメ）市鳥（ヒバリ）と合わせて10月5日付で制定された。憲章の条文案および木・花・鳥は市民を対象に公募を行ったのに対し、市歌は他の自治体で広く行われる歌詞の懸賞募集ではなく地元（旧北多摩郡多磨村）出身の詩人で「巣立ちの歌」や童謡「ぶんぶんぶん」の作詞がよく知られている村野四郎に依頼された。歌詞は全1番の混声合唱で例規集の制定告示においては「混声四部」と指定されているが、文献によっては「斉唱または二部合唱」とする場合もある。
制定時にビクターレコードが立川澄人の歌唱によるソノシート（規格品番：FM-5898）を作成しており、翌1970年（昭和45年）3月には希望者に対して楽譜の配布が行われた。府中市役所では演奏の機会について「市民体育大会の開会式などで使用されている」とする。